# Harelbeke-Anversa-Harelbeke 1964
L'Harelbeke-Anversa-Harelbeke 1964, settima edizione della corsa, si svolse il 14 marzo su un percorso di 216 km, con partenza ed arrivo a Harelbeke. Fu vinta dal belga Rik Van Looy della squadra Solo-Superia davanti ai connazionali Norbert Kerckhove e  Edgard Sorgeloos.

## Ordine d'arrivo (Top 10)
| Pos. | Corridore              | Squadra                  | Tempo    |
| ---- | ---------------------- | ------------------------ | -------- |
| 1    | Rik Van Looy           | Solo-Superia             | 5h39'00" |
| 2    | Norbert Kerckhove      | Labo-Dr. Mann            | s.t.     |
| 3    | Edgard Sorgeloos       | Solo-Superia             | s.t.     |
| 4    | Willy Schroeders       | Solo-Superia             | s.t.     |
| 5    | Georges Van Den Berghe | Flandria-Romeo           | a 2'20"  |
| 6    | André Noyelle          | Labo-Dr. Mann            | s.t.     |
| 7    | Roger De Breucker      | Solo-Superia             | s.t.     |
| 8    | Arie den Hartog        | Saint-Raphaël            | s.t.     |
| 9    | Jos Dewit              | Pelforth-Sauvage-Lejeune | a 2'30"  |
| 10   | Emiel Lambrecht        | Labo-Dr. Mann            | s.t.     |